# Hypercompe postfusca
Hypercompe postfusca är en fjärilsart som beskrevs av Embrik Strand 1921. Hypercompe postfusca ingår i släktet Hypercompe och familjen björnspinnare. Inga underarter finns listade i Catalogue of Life.